# Football Club Concordia Bâle
Maillots
Le FC Concordia Bâle est un club de football de la ville de Bâle en Suisse. 
Club suisse historique, il évolue en Championnat de Suisse de football D4.
Le club est entrainé par Michel Kohler.

## Histoire
Le club est fondé en 1907. Ses joueurs sont surnommés Les Congelis.
En septembre 2008, le FC Concordia Basel est le premier club d'Europe de l'Ouest à recruter des joueurs nord-coréens - Pak Chol-ryong et Kim Kuk-jin.
À l'issue de la saison 2008-2009, le club est relégué administrativement en ligue régionale.

## Parcours
- 1947-1948 : Championnat de Suisse D2
- 1923-1931 : Championnat de Suisse D1
- 1932-1935 : Championnat de Suisse D1
- 1950-1951 : Championnat de Suisse D2
- 1957-1959 : Championnat de Suisse D2
- 2001-2009 : Championnat de Suisse D2

## Palmarès
- Och Cup (anciennement coupe de Suisse)
  - Vainqueur : 1922

## Joueurs célèbres
- Granit Xhaka
- Taulant Xhaka
- Pak Chol-ryong
- Kim Kuk-jin
- Roby Hosp
- Karl Odermatt
- Hakan Yakın